# Bernardo O'Higgins
Bernardo O'Higgins Riquelme, född 20 augusti 1778 i Chillán, BioBío, död 24 oktober 1842 i Lima, Peru, var en chilensk militär och politiker av delvis irländskt ursprung. Han är nationalhjälte i Chile.
Under sin studietid i Storbritannien lärde O'Higgins känna Francisco de Miranda och blev anhängare av dennes dröm om ett självständigt Sydamerika.
O'Higgins deltog i Latinamerikanska självständighetskrigen mot spanjorerna, från 1813 som ledare för den chilenska upprorsarmén. Efter sin seger i slaget vid Chacabuco utsågs O'Higgins till statschef i Chile, men hans kraftfulla reformpolitik väckte missnöje hos adeln och kyrkan och 1823 tvingades han till landsflykt i Peru.
Han kämpade även för en generell latinamerikansk frigörelse från kolonialmakterna. I den kampen samarbetade han med Argentinas nationalhjälte José de San Martín.
O’Higgins far Ambrose kom från County Sligo i västra Irland, därav efternamnet. Fadern tjänstgjorde i den spanska armén i Chile. Bernardos mor var chilenska med rötter i Spanien.
Den chilenska regeringen delar ut Bernardo O'Higgins-orden, uppkallad efter O’Higgins kallad.
Asteroiden 2351 O'Higgins är uppkallade efter honom.